# Saison 2013 des White Sox de Chicago
La saison 2013 des White Sox de Chicago est la 113e saison en Ligue majeure de baseball pour cette franchise.
Les White Sox glissent de la 2e à la dernière place de la division Centrale de la Ligue américaine et perdent 22 matchs de plus que l'année précédente. Leur fiche de 63 victoires et 99 défaites est la 2e moins bonne de l'Américaine et 3e moins bonne des Ligues majeures. C'est leur moins bonne performance depuis la saison 1970. En cours d'année, ils échangent Alex Ríos aux Rangers du Texas et Jake Peavy aux Red Sox de Boston.

## Contexte
En 2012, dirigés pour la première année par leur ancien joueur Robin Ventura, les White Sox remportent six victoires de plus que la saison précédente et terminent en deuxième place de la division Centrale de la Ligue américaine avec 85 gains et 77 défaites. Installés au premier rang pendant 126 jours, soit presque toute l'année, ils détiennent la position de tête sans interruption du 29 mai au 25 septembre, mais un déclin dans les dernières semaines les relègue en deuxième place, où ils terminent, trois matchs derrière les Tigers de Détroit. Ils ratent les séries éliminatoires pour la quatrième saison de suite.

## Intersaison

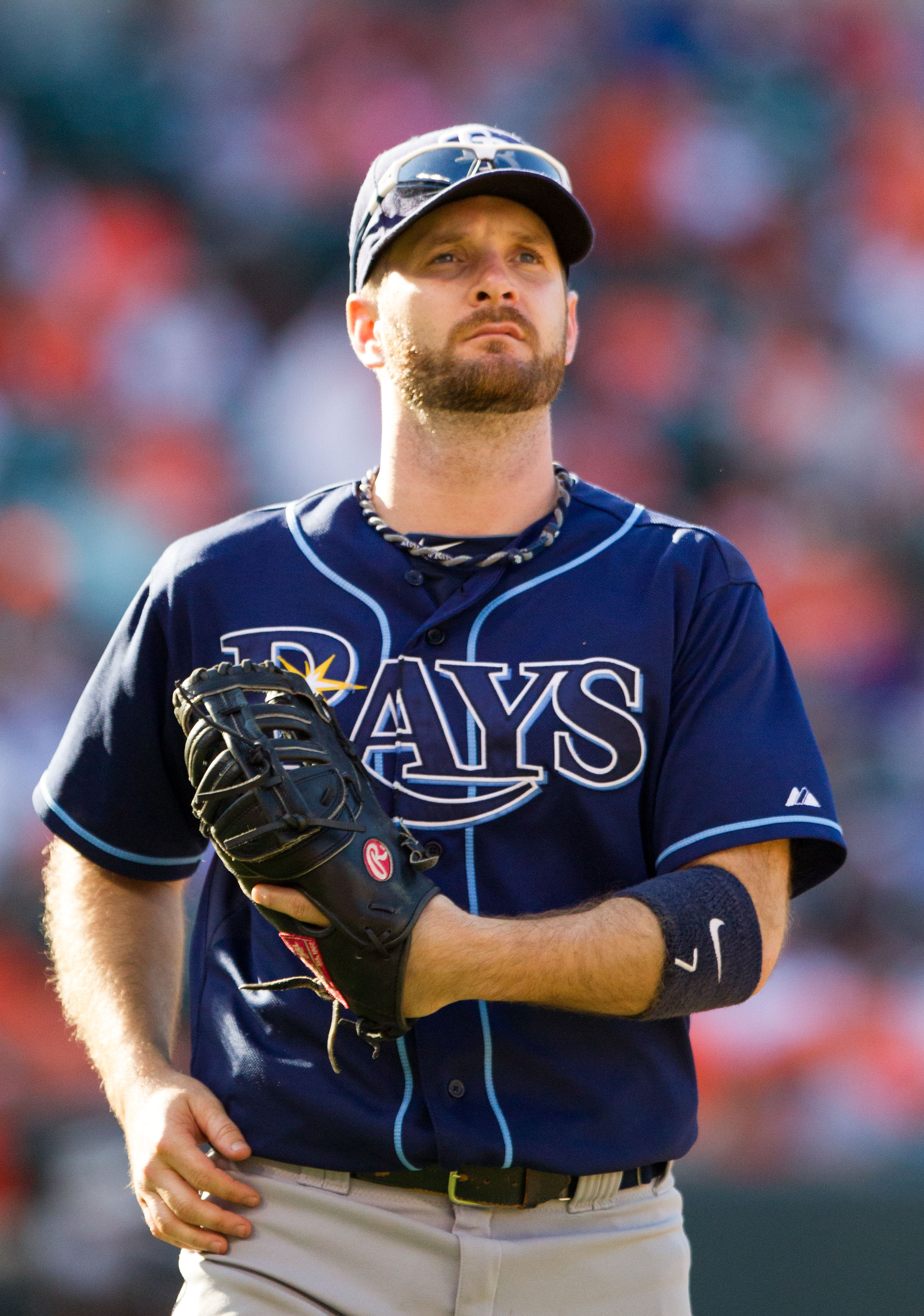
Jeff Keppinger, un joueur de troisième but, fait son arrivée chez les White Sox.

Durant la saison morte, les White Sox perdent deux joueurs importants, notamment le receveur A. J. Pierzynski, qui rejoint les Rangers du Texas après huit saisons à Chicago. Le vétéran joueur de troisième but Kevin Youkilis, obtenu des Red Sox de Boston en cours de saison 2012, devient agent libre et quitte pour les Yankees de New York.
Pour remplacer Youkilis, le joueur de champ intérieur Jeff Keppinger signe le 10 décembre 2012, après une saison avec les Rays de Tampa Bay, un contrat de 12 millions de dollars pour 3 ans avec les White Sox de Chicago. Deux joueurs de troisième but comptant peu d'expérience dans les majeures rejoignent aussi les Sox durant l'intersaison : Josh Bell, qui était agent libre et qui a joué pour Baltimore et Arizona, et Conor Gillaspie, acquis des Giants de San Francisco en retour du lanceur droitier des ligues mineures Jeff Sotpic.
Le releveur droitier Matt Lindstrom s'amène à Chicago après avoir partagé 2012 entre Baltimore et Arizona. Le lanceur partant Philip Humber, qui a éprouvé beaucoup de difficultés après avoir réussi un match parfait en mai 2012, part chez les Astros de Houston.
Le voltigeur Blake Tekotte est obtenu des Padres de San Diego en retour du lanceur des ligues mineures Brandon Kloess. L'arrêt-court Ángel Sánchez passe des Angels aux White Sox via le repêchage de règle 5.
Deux lanceurs devenus joueurs autonomes quittent Chicago : le droitier Brett Myers rejoint les Indians de Cleveland et le gaucher Francisco Liriano part chez les Pirates de Pittsburgh.

## Calendrier pré-saison
L'entraînement de printemps des White Sox se déroule du 23 février au 30 mars 2013.

## Saison régulière
La saison régulière des White Sox se déroule du 1er avril au 29 septembre 2013 et prévoit 162 parties. Elle débute à domicile avec la visite des Royals de Kansas City.

### Juillet
- 12 juillet : Les White Sox échangent le releveur gaucher Matt Thornton, avec le club depuis 2006, aux Red Sox de Boston contre le voltigeur des ligues mineures Brandon Jacobs[16].
- 29 juillet : Les White Sox transfèrent le releveur droitier Jesse Crain aux Rays de Tampa Bay[17].

### Classement
| Ligue américaine (Division Centrale) | V  | D  | %    | Diff. | Diff. (séries) |
| ------------------------------------ | -- | -- | ---- | ----- | -------------- |
| Tigers de Détroit                    | 93 | 69 | ,574 | -     | -              |
| Indians de Cleveland                 | 92 | 70 | ,568 | 1     | +½             |
| Royals de Kansas City                | 86 | 76 | ,531 | 7     | 5½             |
| Twins du Minnesota                   | 66 | 96 | ,407 | 27    | 25½            |
| White Sox de Chicago                 | 63 | 99 | ,389 | 30    | 28½            |

## Affiliations en ligues mineures
| Niveau            | Équipe                  | Ligue                   |
| ----------------- | ----------------------- | ----------------------- |
| AAA               | Knights de Charlotte    | Ligue internationale    |
| AA                | Barons de Birmingham    | Southern League         |
| A-Advanced        | Winston-Salem Dash      | Carolina League         |
| A                 | Kannapolis Intimidators | South Atlantic League   |
| Ligue des recrues | White Sox de Bristol    | Appalachian League      |
| Ligue des recrues | Great Falls Voyagers    | Pioneer League          |
| Ligue des recrues | DSL White Sox           | Dominican Summer League |